# Военная агрессия
Вое́нная агре́ссия (от лат. aggressio — нападение) — понятие современного международного права, которое охватывает любое незаконное с точки зрения Устава ООН применение силы одним государством против территориальной неприкосновенности или политической независимости другого государства.
Согласно определению Генеральной Ассамблеи ООН, агрессия не может быть оправдана ничем: никакими соображениями, будь то политического, экономического, военного или иного; и является преступлением против международного мира. Понятие агрессии включает в качестве обязательного признак первенства или инициативы (применение каким-либо государством вооружённой силы первым). Запрет военной агрессии относится к числу безусловных норм международного права.

## Агрессия в политике
Вооружённое нападение одного государства на другое считается международным преступлением против мира и безопасности человечества. Понятие агрессии включает признак инициативы, означает применение каким-либо государством силы первым. Осуществляемые в порядке обороны, хотя бы и с применением вооружённой силы, действия государства, подвергшегося нападению, не могут считаться актом агрессии, так же как коллективные действия государств, предпринимаемые в соответствии с Уставом ООН для поддержания или восстановления международного мира и безопасности. Объектом агрессии также обычно является государство.
Определение агрессии содержится в Резолюции Генеральной Ассамблеи ООН 3314 от 14 декабря 1974 года. Акты агрессии принято разделять на прямые и косвенные:
Прямая агрессияВторжение или нападение вооружённых сил государства на территорию другого государства; любая военная оккупация, даже временная, являющаяся результатом такого вторжения или нападения; любая аннексия (насильственное присоединение) территории другого государства. К прямой агрессии относятся также бомбардировка или использование оружия против иностранного государства; блокада портов или берегов государства вооружёнными силами другого государства; нападение вооружённых сил государства на сухопутные, морские или воздушные силы (флоты) другого государства; нарушение установленных международным соглашением условий военного присутствия на территории другого государства.
Косвенная агрессияЗасылка государством вооружённых банд и групп, иррегулярных сил или наёмников, которые осуществляют акты применения вооружённой силы против другого государства, носящие столь серьёзный характер, что это равносильно актам прямой агрессии, либо значительное участие в подобных актах.
Актом соучастия в агрессии считаются действия государства, позволяющего, чтобы его территория, которую оно предоставило в распоряжение другого государства, использовалась последним для совершения акта агрессии против третьего государства.

## В международном праве
Мнение о том, что международная агрессия является уголовным преступлением, появилось задолго до XX в. Так, Жан Кальвин в своём главном труде «Наставление в христианской вере» писал: «И неважно, кто именно — монарх или простолюдин — неправомочно посягает на чужую территорию, чтобы совершать на ней грабежи и убийства. Все люди такого сорта должны считаться разбойниками и караться как разбойники». Однако долгое время в международном праве обращение к войне независимо от её целей традиционно рассматривалось как неотъемлемое право каждого государства (jus ad bellum), как высшее проявление его суверенитета в международных отношениях. Это право охранялось всей системой принципов и норм международного права. Такое отношение начало меняться лишь в XX веке.
Только в 1974 году Организация Объединенных Наций приняла определение акта агрессии (Резолюция Генеральной Ассамблеи ООН 3314). Потребовалось много времени, чтобы прийти к консенсусу относительно понятия агрессии, поскольку одни государства выступали за узкое определение, ограничивающееся иностранным военным вторжением на территорию другого государства, в то время как другие выступали за более широкое определение, которое бы учло различные формы вмешательства и посягательства на государственный суверенитет. В случае совершения агрессии государство может быть привлечено к ответственности Международным судом ООН и, в случае признания виновности, будет обязано прекратить совершать неправомерные действия и возместить ущерб, нанесенный третьим государствам. Также возможна подпадающая под юрисдикцию Международного уголовного суда личная уголовная ответственность виновников агрессии. 
Международный суд ООН в своем решении по делу «Никарагуа против Соединенных Штатов Америки» (1986 год) постановил, что, чтобы быть признанными непрямым актом агрессии, действия должны заключаться в «засылке государством или от имени государства вооруженных банд или групп (…) против другого государства, носящие столь серьезный характер, что это может быть приравнено к настоящему вооруженному нападению, совершенному регулярными силами», то есть «вооруженные группы, наемники или нерегулярные силы» должны обладать силой военного удара, равноценной силе регулярных частей вооруженных сил.
Международный суд ООН в своем решении по делу «Демократическая республика Конго против Уганды» (2005 год) постановил, что предполагаемый факт агрессии ДРК против Уганды не был законно установлен, поскольку не было представлено убедительных доказательств прямого или косвенного участия ДРК в нападениях на территорию Уганды вооруженных групп, действовавших с территории ДРК. По мнению суда, эти нападения не были действиями вооруженных групп или нерегулярных сил, посланных ДРК или от ее имени, следовательно, не было представлено фактических и правовых условий, позволяющих оправдать применение самообороны Угандой.